# Stone in Focus
"#19", também conhecida como "Stone in Focus" é uma canção do DJ britânico Aphex Twin.
Originalmente, a canção foi lançada primeiramente na versão em disco de vinil do álbum Selected Ambient Works Volume II, de 1994, como a décima nona faixa, que foi deixada de fora do lançamento do CD devido a restrições de tempo, também não aparecendo nas versões mais recentes do álbum em serviços de streaming. 

## Lançamento
Apesar de não ter sido lançada oficialmente nos serviços de streaming (até junho de 2024), um vídeo não oficial da música lançado em 2015 no YouTube tem 10 milhões de visualizações.
A faixa foi lançada como single em 18 de junho de 2024, como forma de promover a versão expandida de Selected Ambient Works Volume II, agendado para ser lançado em 4 de outubro de 2024.  Sendo lançada pela primeira vez nos serviços de streaming. 
Em 4 de outubro de 2024, o álbum Selected Ambient Works Volume II (Expanded Edition) foi lançado, incluindo a faixa #19, popularmente reconhecida como Stone in Focus. 

## Faixas
Lançamento do single
| N.º            | Título         | Duração |  |
| 1.             | "#19"          | 10:14   |  |
| Duração total: | Duração total: | 10:14   |  |

Lançamento no álbum Selected Ambient Works Volume II (Expanded Edition)
| N.º | Título | Duração |  |
| 1.  | "#19"  | 10:14   |  |